# Entyloma aldamae
Entyloma aldamae är en svampart som beskrevs av Vánky 2004. Entyloma aldamae ingår i släktet Entyloma och familjen Entylomataceae.   Inga underarter finns listade i Catalogue of Life.